# Зелёный сминтур
Зелёный сминтур (лат. Sminthurus viridis) — вид коллембол из семейства сминтуров.
Длина взрослой особи составляет около 3 мм, имеет шесть ног. У самцов, меньших по размеру, чем самки, есть антенны, полезные для захвата самок во время спаривания.
Вид встречается в Антарктике, Европе, Северной Африке, Китае и Японии. В XIX веке он был случайно ввезён в Австралию, а в начале 20-го века из Западной Австралии был ввезён в Южную Африку.
Обычно питаются отмершими частями растений и гифами грибов. Иногда могут менять пищевое поведение, превращаясь в плотоядных. В этом случае экземпляры S. viridis питаются яйцами Pegomya hyosciami, двукрылых, которые живут за счёт свеклы, или нападают на других коллембол.
Зелёный сминтур живёт за счёт травянистых растений различных видов (пшеница, люцерна, сахарная свекла, виноград, овощи и т. д.). Это может снизить урожай на 50%. Особенно драматична ситуация с урожаем в Австралии, где отсутствуют естественные враги сминтура, такие как, например, хищные клещи Neomolgus capillatus.
Самка откладывает от 40 до 60 яиц, предпочтительно на отмершие листья. Личинки вылупляются обычно через 26-42 дня, но если влажность высокая, они могут вылупляться в течение 8-10 дней, давая до шести поколений в год. Личинки подвергаются семи линькам. Достигнув половой зрелости, они живут около 15 дней.